# Gottelhof (Hollfeld)
Gottelhof ist ein Gemeindeteil der Stadt Hollfeld im Landkreis Bayreuth (Oberfranken, Bayern). Gottelhof liegt in der Gemarkung Stechendorf.

## Geografie
Das Dorf Gottelhof liegt am Oberlauf der Wiesent im nördlichen Teil der Fränkischen Schweiz. Die Nachbarorte sind Hainbach im Nordosten und Stechendorf im Westen. Das Dorf ist von dem gut vier Kilometer entfernten Hollfeld aus über die Staatsstraße St 2191 erreichbar.

## Geschichte
Bis zur kommunalen Verwaltungsreform war Gottelhof ein Gemeindeteil der Gemeinde Stechendorf im Landkreis Ebermannstadt. Die Gemeinde hatte 1961 insgesamt 307 Einwohner, davon 35 in Gottelhof, das damals neun Wohngebäude hatte. Als die Gemeinde Stechendorf mit der bayerischen Gebietsreform am 1. Januar 1972 aufgelöst wurde, wurde Gottelhof ein Gemeindeteil der Stadt Hollfeld.

## Baudenkmäler
Als Baudenkmal ist ein doppeltes Wohnstallhaus klassifiziert, das im westlichen Ortsgebiet liegt.